# Herman Walder
Herman L. Walder (* 2. April 1905 in Dallas; † 17. Oktober 1991) war ein amerikanischer Musiker des Kansas City Jazz und des Rhythm & Blues (Klarinette, Altsaxophon, Komposition).
Walder spielte ursprünglich Trompete und war Mitglied im Orchester von Jerry Westbrook, wechselte aber aufgrund eines Unfalls zu den Holzblasinstrumenten. Mit Benny Moten ging er auf Tournee. Er arbeitete dann mit Laura Rucker, mit Terrence Holder, George E. Lee, der Thamon Hayes Band und mit Harlan Leonards Kansas City Rockets. Anschließend gründete er mit seinem Bruder Woody Walder (1902–1978) Mitte der 1930er-Jahre die Band Swing Unit, in der zunächst auch sein Schulfreund Pete Johnson spielte und die mehr als zehn Jahre Bestand hatte. Er war auf lokaler Ebene auch die nächsten Jahrzehnte in Kansas City als Musiker und in der Gewerkschaft aktiv. Walder komponierte mit Mary Lou Williams A Mellow Bit of Rhythm.